# Fluconazol
Fluconazolul este un antifungic derivat de triazol, fiind utilizat în tratamentul unor micoze. Căile de administrare disponibile sunt intravenoasă și orală.
Molecula a fost patentată în 1981 și a fost disponibilă comercial începând cu anul 1988. Se află pe lista medicamentelor esențiale ale Organizației Mondiale a Sănătății. Este disponibil sub formă de medicament generic.

## Utilizări medicale
Fluconazolul este utilizat în tratamentul următoarelor infecții fungice:
- criptococoze (meningita criptococică)
- candidoze sistemice (candidemie, candidozele diseminate și infecții candidozice invazive)
- candidoze ale mucoaselor (orofaringiene, esofagiene, bronhopulmonare neinvazive, candidurie, candidoze cutaneomucoase)
- candidoze genitale (vaginală acută sau recurentă, profilactiv pentru reducerea incidenței candidozei recurente; balanită)
- dermatomicoze (tinea pedis, tinea corporis, tinea cruris, tinea versicolor, tinea unguium)
- micoze endemice profunde, coccidioidoze, paracoccidioidoze, sporotricoze și histoplasmoze.

## Reacții adverse
Principalele efecte adverse asociate tratamentului cu fluconazol sunt: afectarea hepatică și reacțiile cutanate.